# The Declaration
The Declaration, czwarty album studyjny nagrany przez amerykańską wokalistkę R&B Ashanti, wydany dnia 3 czerwca 2008 w Stanach Zjednoczonych nakładem wytwórni Universal Music. Album zawiera piętnaście utworów w tym jeden dostępny jedynie za pośrednictwem witryny internetowej iTunes Store.

## Single
Pod koniec 2007 roku, program MTV News poinformował, że pierwszym singlem promującym krążek jest utwór "Switch", wydany w systemie digital download dnia 24 lipca 2007. Kilka miesięcy później sprostowano, że kompozycja ta nie znajdzie się na oficjalnej liście utworów albumu, a pierwszym singlem z longplayu będzie piosenka "Hey Baby (After the Club)", wydana w systemach airplay oraz digital download dnia 16 października. Utwór, który nie pojawił się na amerykańskiej wersji albumu, znalazł się na notowaniu Hot R&B/Hip-Hop Songs osiągając jako najwyższą pozycję miejsce #87.
Początkową datą premiery albumu był grudzień 2007, jednak przesunięto ją na czerwiec 2008. Singel promujący album, "The Way That I Love You", który ukazał się we wszystkich dostępnych systemach dnia 29 stycznia 2008 nazywany był we wszelkich materiałach prasowych oraz medialnych jako pierwszy singel. Kompozycja zyskała popularność w rodzimym kraju artystki zajmując miejsce #2 na liście Hot R&B/Hip-Hop Songs oraz pozycję #37 na notowaniu Billboard Hot 100 tworząc z "The Way That I Love You" pierwszy singel Ashanti zajmujący miejsce w Top 40 oficjalnego notowania od roku 2005, kiedy to piosenka "Only U" znalazła się w Top 20 tejże listy.
"Good Good", drugi singel promujący album, ukaże się dnia 16 lipca 2008 w systemie airplay.

## Listy utworów
| #  | Tytuł                                                 | Twórca(y)                                | Producent(ci)                     | Gościnnie    | Długość |
| -- | ----------------------------------------------------- | ---------------------------------------- | --------------------------------- | ------------ | ------- |
| 1  | "Intro"                                               | Ashanti Douglas                          | Channel 7                         |              | 1:05    |
| 2  | "The Way That I Love You"                             | Ashanti Douglas                          | L. T. Hutton                      |              | 4:27    |
| 3  | "You're Gonna Miss"                                   | Ashanti Douglas                          | L. T. Hutton                      |              | 3:14    |
| 4  | "So Over You"                                         | Ashanti Douglas                          | Darkchild                         |              | 4:00    |
| 5  | "Struggle"                                            | Ashanti Douglas                          | L. T. Hutton                      |              | 4:35    |
| 6  | "Girlfriend"                                          | Ashanti Douglas                          | L. T. Hutton                      |              | 3:30    |
| 7  | "Things You Make Me Do"                               | Ashanti Douglas                          | Channel 7, Chad Beatz, Keith Ross | Robin Thicke | 4:28    |
| 8  | "In These Streets"                                    | Ashanti Douglas Cashman Ogaus            | Neff-U                            |              | 4:24    |
| 9  | "Good Good"                                           | Ashanti Douglas                          | Jermaine Dupri & Devante Allman   |              | 3:37    |
| 10 | "Body on Me"                                          | Ashanti Douglas, Akon, & Nelly           | Akon                              | Akon & Nelly | 3:20    |
| 11 | "Mother"                                              | Ashanti Douglas                          | Babyface, Anthony M.              |              | 5:10    |
| 12 | "Shine"                                               | Diane Warren, Ashanti Douglas            | Peter Stengaard                   |              | 3:40    |
| 13 | "The Declaration"                                     | Ashanti Douglas                          | Channel 7, Yinon Yahel            |              | 3:55    |
| *  | "Hey Baby (After the Club)" (utwór bonusowy poza USA) | Ashanti Douglas, Mario Winans            | Mario Winans, Channel 7           | Mario Winans | 4:32    |
| *  | "Why" (utwór bonusowy iTunes)                         | Ashanti Douglas Cashman Ogaus, Jim Beanz |                                   |              | 4:32    |

## Daty wydania
| Region            | Data            |
| ----------------- | --------------- |
| Stany Zjednoczone | 3 czerwca 2008  |
| Japonia           | 4 czerwca 2008  |
| Wielka Brytania   | 9 czerwca 2008  |
| Korea Południowa  | 10 czerwca 2008 |
| Europa            | 13 czerwca 2008 |

## Pozycje na listach
| Lista sprzedaży (2008)      | Najwyższa pozycja |
| --------------------------- | ----------------- |
| Japonia ORICON Albums Chart | 26                |
| Kanada IFPI Albums Chart    | 82                |
| USA Billboard Billboard 200 | 6                 |
| United World Chart          | 9                 |